# Parrocchie di Saint Kitts e Nevis

Parrocchie di Saint Kitts e Nevis

Le parrocchie di Saint Kitts e Nevis costituiscono la suddivisione territoriale di primo livello del Paese e sono pari a 14, di cui 9 sono situate a Saint Kitts (a nord) e 5 a Nevis (a sud).

## Lista
| Localizzazione | Parrocchia                 | Capoluogo             | Popolazione (2001) | Superficie (km2) |
| -------------- | -------------------------- | --------------------- | ------------------ | ---------------- |
|                | Christ Church Nichola Town | Nichola Town          | 2 059              | 18               |
|                | Saint Anne Sandy Point     | Sandy Point Town      | 3 140              | 13               |
|                | Saint George Basseterre    | Basseterre            | 13 220             | 29               |
|                | Saint John Capisterre      | Dieppe Bay Town       | 3 181              | 25               |
|                | Saint Mary Cayon           | Cayon                 | 3 374              | 15               |
|                | Saint Paul Capisterre      | Saint Paul Capisterre | 2 460              | 14               |
|                | Saint Peter Basseterre     | Monkey Hill           | 3 472              | 21               |
|                | Saint Thomas Middle Island | Middle Island         | 2 332              | 25               |
|                | Trinity Palmetto Point     | Palmetto Point        | 1 692              | 16               |
|                | Saint George Gingerland    | Market Shop           | 2 568              | 18               |
|                | Saint James Windward       | Newcastle             | 1 836              | 32               |
|                | Saint John Figtree         | Figtree               | 2 922              | 22               |
|                | Saint Paul Charlestown     | Charlestown           | 1 820              | 4                |
|                | Saint Thomas Lowland       | Cotton Ground         | 2 035              | 18               |